# Твид, Уильям
Уи́льям Мэ́йджир Твид (англ. William Magear Tweed, «босс Твид»; 3 апреля 1823, Нью-Йорк — 12 апреля 1878, там же) — один из самых беспринципных за всю историю американских политиков, член Палаты представителей (1853—1855), сенатор штата Нью-Йорк, лидер Демократической партии США в Нью-Йорке (глава Таммани-холла), глава т. н. «шайки Твида» (Tweed Ring). Его имя стало нарицательным для обозначения политической коррупции.

## Биография

### Происхождение и детство
В середине XVIII века предки Уильяма Твида перебрались в Нью-Йорк из южно-шотландского городка Келсо на реке Туид, от которой и произошла их фамилия. Они устроились в районе нижнего Манхэттена — Черри-Хилле. У них родились два сына, Филипп и Роберт. Старший, Филипп Твид, дед Уильяма Твида, как и его отец, был кузнецом. Однако, когда у него родился сын Ричард, Филипп Твид решил, что сыну нужна иная профессия, которая бы вывела его в люди. Так Ричард стал сначала учеником мастера, изготавливающего виндзорские кресла, а затем и сам основал мебельную мастерскую в Черри-Хилле, на краю Черри-стрит. В 1819 году Ричард женился на местной красавице Элизе.
Сам Уильям Твид родился 3 апреля 1823 года в Манхэттене. Уильям, или маленький Билл, рос очень смышлёным и активным. Он учился в публичной школе на Кристи-стрит в Хестере (там же через много лет будет учиться его гроза, Томас Наст). Однако из-за возникших у его отца проблем со здоровьем, маленький Билл был вынужден в 13 лет стать подмастерьем в отцовской мастерской, а через два года Билла отдали в помощники седельщику и торговцу Исааку Фрайеру.

### Юность и женитьба
На следующий год Билла отправили в привилегированную частную школу-интернат для мальчиков в Элизабеттауне, которую держал Джон Тейлор Хэлсей, сын капитана Лютера Хэлсея, основателя Цинциннати и друга Джорджа Вашингтона. Через год Билл вернулся домой возмужавшим и, хотя его отец уже мог оплатить его дальнейшее обучение, решил пойти в бизнес. В 15 лет он начал работать у табачных торговцев Дж. и Г. К. Александер на Фронт-стрит, где проработал два года, ведя бухгалтерский учёт. Вскоре отец Билла купил небольшую часть бизнеса щёточной фабрики Де Беррьен и Ко. на Перл-стрит и Билл перешёл туда, где хозяин фабрики его заметил и через два года Билл в свои 19 лет был уже членом компании. В 1844 году Уильям Твид женился на дочери хозяина компании Мери-Джейн, с которой у него со временем появилось 8 детей.
Осенью 1848 года Твид вошёл в новую пожарную команду, основанную на месте распавшейся Блэк Джоук (англ. Black Joke). Пожарные подразделения в те времена были организациями добровольцев и состоять в них было исключительно почётно. Они не только реагировали на частые в то время пожары, но и были средоточием социальной жизни, участвуя в парадах и соревнованиях, организуя различные мероприятия в своём районе и т. д. Новый пожарный департамент Америкус Энджин Компани Номер 6 (англ. Americus Engine Company Number 6, в честь Америго Веспуччи), прозванная в народе «Большая Шестёрка», вскоре стала одной из лучших в Нью-Йорке. Твид был помощником главы, а в 1850 году был избран главой своего пожарного департамента, что впервые дало ему в руки политическую власть, которой он не преминул воспользоваться.

## Политическая карьера

### Палата олдерменов и Палата представителей

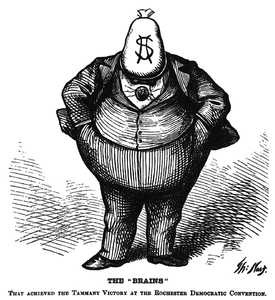
«Мозги». Карикатура на Твида Т. Наста

После того как Твид стал главой своего пожарного департамента, он получил определённую политическую власть. Впервые он попытался войти в реальную политику в том же 1850 году, выставив свою кандидатуру в помощники олдермена Палаты олдерменов от 7-го участка Нью-Йорка от Демократической партии. В то время Палата олдерменов Нью-Йорка, муниципальное собрание города, состояла из 20 олдерменов и 20 помощников. Популярность молодого Твида была такова, что он проиграл кандидату от Партии вигов Томасу Вудворду всего 47 голосов (за Вудворда было 1428 голосов, за Твида — 1381).
В следующем 1851 году Твид выдвигался на выборы олдермена от северных демократов. Однако демократы были разобщены между собой и новой Партией свободной земли, выступающей против продвижения рабства на новые территории. Позиции вига Джона Уэбба казались более чем убедительными. Тогда Твид попросил своего друга Джоела Блэкмера, главу Восточно-бродвейской семинарии и видного члена вигов, также выставить свою кандидатуру в качестве независимого вига. На выборах голоса вигов поделились между двумя кандидатами и в результате Твид набрал 1384 голоса, Уэбб — 1336, а Блэкмер — 206. Так Твид стал впервые членом влиятельного органа власти. Несмотря на то, что члены Палаты олдерменов по закону не получали вознаграждения за свою службу в палате (это было сделано с целью не допустить к власти людей из бедных слоёв), в реальности их деятельность предоставляла огромные возможности для обогащения. В то время в Нью-Йорке олдермен был фактически полным хозяином. Палата выдавала лицензии, разрешала или запрещала строительство новых зданий, транспортных систем, регулировала деятельность бизнеса и т. д. Из-за выдающейся коррумпированности палату, в которую попал Твид, по количеству её членов в народе прозвали «Сорок разбойников».
В 1852 году Твид был избран в Палату представителей от 5-го округа Нью-Йорка, но продолжал служить олдерменом и лишь к декабрю 1853 года занял своё место в Конгрессе США. С января 1854 года он возобновил свою «хлебную» работу в Общем совете города, совмещая, таким образом, федеральную должность с работой в муниципалитете.
С 1856 Твид вошёл в Нью-Йоркский Совет управляющих, а в 1857 — был избран в Сенат штата Нью-Йорк. Когда финансисты Джей Гулд и «Большой» Джим Фиск сделали его директором сети железных дорог Эри, Твид в обмен обеспечил им благоприятную юридическую базу, пользуясь своим положением. После этого Твид и Гулд стали персонажами американских политических карикатуристов, особенно Томаса Наста.
С 1858 года, а особенно во время Гражданской войны, Уильям Твид становится безраздельным лидером организации демократической партии штата Нью-Йорк (Таммани-холла), полновластным хозяином «политической машины» демократов.
С помощью своего окружения Твид не только непосредственно брал огромные взятки за подряды на строительство, выделение земли, «разводнение» акций и т. д. в Нью-Йорке, но и прямо воровал из федеральной казны и бюджета штата и города.

### «Твидов суд»
Переполнившим чашу терпения общества делом, на котором Твид «погорел», стало финансируемое из казначейства штата строительство суда округа Нью-Йорк на Чамберс-стрит, 52.
Возвести здание суда обошлось налогоплательщикам в двенадцать миллионов долларов. При уже завышенной сметной стоимости здания около полутора миллиона долларов США эти деньги были списаны подрядчикам по подложным накладным за несуществующие работы.
В «честь» Твида суд до сих пор называют его именем — Твидов суд.

### Разоблачение

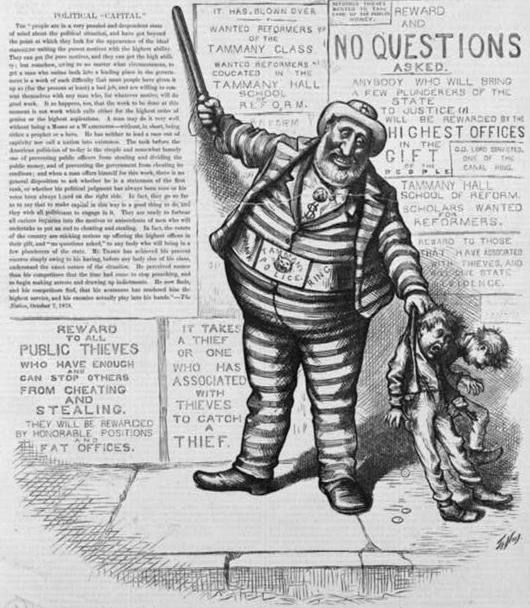
Твид-л-ди энд Тилден-дам
Карикатура в Harper's Weekly: Твид в форме полисмена, но в тюремных полосах говорит двум мальчикам: «Если всё, что люди хотят, — это видеть кого-то арестованным, то я сделаю вас, воришек, осуждёнными. Вам будет дозволено совершить побег, никто не пострадает, и затем Тилден пойдёт в Белый дом, а я в Олбани губернатором»

«Главным разоблачителем Босса» стал еженедельник Harper's Weekly — одно из немногих изданий, над которыми Твид не смог установить контроль. Благодаря карикатурам художника Томаса Наста высмеянный Твид сначала лишился положения, а затем и свободы (трижды: два раза в США и один раз в Испании).
«Шайка Твида» стала настолько компрометировать демократов, что стала для них тяжкой обузой. В результате его разоблачителем выступил собственный однопартиец, губернатор штата Нью-Йорк Сэмюэль Тилден. По его настоянию Твид был судим и приговорён к двенадцати годам тюремного заключения, но в результате больших взяток по решению Верховного суда США этот срок был снижен до одного года. Это вызвало возмущение нью-йоркцев из высшего общества, Твид был опять арестован, судим второй раз, но бежал 4 декабря 1875 года и скрылся на Кубе, откуда отплыл в Испанию.
По запросу администрации США испанское правительство, не желавшее никаких дипломатических осложнений с Америкой (обострение их впоследствии привело к испано-американской войне и отторжению Штатами испанских Кубы и Филиппин), немедленно его выдало. В 1876 году Твид был перевезён обратно через океан в «свою» тюрьму штата Нью-Йорк.
Умер 12 апреля 1878 года от пневмонии в тюрьме Ладлоу, которую сам же и построил и на строительстве которой немало нажился. Похоронен на кладбище Грин-Вуд.

## Исторические факты
- По минимальным оценкам, «шайка Твида» с 1850-х по 1873 год украла минимум 75 миллионов долларов, по максимальным — 200 миллионов. В примерном пересчёте на современные цены 2007 года — от 15 до 22 раз больше. Для сравнения — в 1867 году Российская империя продала Аляску всего за 7 миллионов долларов, то есть дешевле, чем стоило казначейству штата одно здание нью-йоркского суда.
- По оценке главного редактора газеты Ивнинг Пост Уильяма Брайанта, сумма сопоставима с тогдашним внешним долгом США.
- Штат Нью-Йорк в 1875 году предъявил Твиду гражданский иск с требованием компенсации нанесённого ущерба с невероятной суммой $200 миллионов.

Чек «твидовского» Бродвей банка, 1870

- Отбывая второй срок в тюрьме на Ладлоу-стрит в Нью-Йорке, которую сам же до этого построил, Твид добился свидания с женой вне стен тюрьмы, в своём построенном на ворованные деньги роскошном особняке на углу Пятой авеню и 43-й стрит. Приехав домой в сопровождении двух тюремных охранников, Твид поднялся на второй этаж, зашёл в одну из комнат и исчез. Объявился он в Испании, где его опознал американский турист по ранее виденной карикатуре Томаса Наста.
- Ещё будучи на свободе, Твид безуспешно предлагал весьма популярному американскому иллюстратору Насту, придумавшему эмблемы осла, слона и образ Санта-Клауса, 500 тысяч долларов, чтобы тот прекратил печатать на него карикатуры. Наст отказался[2][3].
- В «твидовские» дела были замешаны многие известные люди. Например, двум братьям Стейнвей, основателям одноименной фирмы по производству роялей, из-за взяток за выделение земли и строительных махинаций после ареста Твида пришлось на время скрыться из США в Европу.
- Президентские выборы 1876 года первоначально выиграл разоблачивший «шайку Твида» губернатор штата Нью-Йорк демократ Сэмюэль Тилден, за которого проголосовали Нью-Йорк и весь Юг США.
- При Твиде в Нью-Йорке была построена первая в мире надземная железная дорога (1868).
- Американский инженер Альфред Бич предложил построить в Нью-Йорке пневматическое метро. На его пути встал Твид, до этого уже не давший осуществить предыдущий проект метрополитена. Метро угрожало твидовским доходам, так как он контролировал нью-йоркские конку и надземную железную дорогу. Находчивый Бич снял очень длинный магазин Devlin’s Clothing Store на Бродвее и по ночам построил под ним демонстрационный отрезок своего метро с двумя станциями[4].

## В искусстве

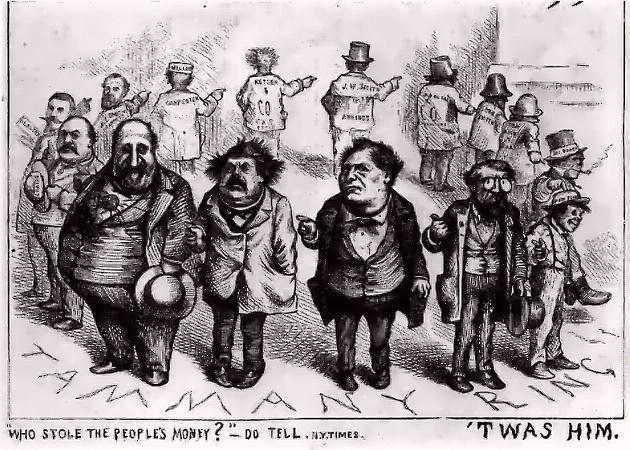
Круговая порука: «Скажите, кто спёр народные деньги?» — «Это он» — и все показывают пальцами друг на друга

- Твид покупает голоса избирателей по два доллара за голос на выборах мэра Нью-Йорка в фильме В Центральном парке с Диной Дурбин (1948)[5].
- Твиду и его окружению посвящён памфлет Марка Твена "Исправленный катехизис", впервые опубликованный в 1871 году.
- Твид колоритно показан в фильме Мартина Скорсезе Банды Нью-Йорка (2002). Роль исполнил Джим Бродбент.
- В романе Джека Финнея Меж двух времён, хотя сам Твид не появляется, сюжет завязан вокруг коррупции при постройке нью-йоркского городского суда.
- Карикатуры на Твида: ,
- Карикатура на Твида Томаса Наста (1871): Твидлди энд Свидлдам (рождественская пантомима в Таммани-Холле): Клоун говорит Панталоне: «Давай ослепим их вот этим (взятыми из казначейства толстыми пачками долларов), а потом хапнем побольше».
- Именем Твида названа появившаяся в 2005 джаз-твист-группа «Босс Твид» из Бруклина[6].